# 조니 카슨

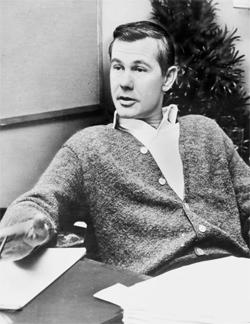
1966년 1월의 카슨

서명

존 윌리엄 "조니" 카슨(John William "Johnny" Carson, 1925년 10월 23일 ~ 2005년 1월 23일)은 과거의 미국의 텔레비전 호스트이자 희극 배우이다. 1962년부터 1992년까지 30년 동안 The Tonight Show Starring Johnny Carson의 호스트를 맡아왔다. 카슨은 거버너상, 1985 피버디상을 포함하여 여섯 개의 에미상을 받았다. 1987년에는 텔레비전 명예의 전당에 들어가기도 했다. 그는 1992년에 대통령 자유 훈장을 받았고 1993년에는 케네디 센터 아너스(Kennedy Center Honors)를 받았다.
1960년대 말에 그의 쇼는 이미 크게 성공하였으며 1970년대 동안 그는 1992년 퇴임하기까지 미국 최고의 게스트가 되었다. 그는 2005년 1월 23일 일요일 새벽 캘리포니아 주에서 사망했다.